# Auguste Marchal

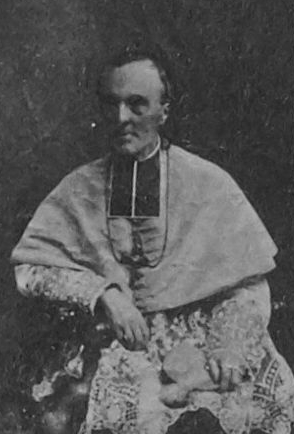
Auguste Marchal

Auguste Marchal (* 16. April 1824 in Raon-l’Étape; † 16. Januar 1900 in Paris) war ein französischer römisch-katholischer Priester und Bischof.

## Leben
Am 20. April 1848 zum Priester geweiht, wurde er Lehrer am kirchlichen Kolleg in Lamarche, dann am Knabenseminar in Châtel. 1855 wurde er Vikar in Tendon, wo sein Onkel Pfarrer war, und am 1. September 1861 seinerseits Pfarrer in Tendon. Im März 1865 wurde er zum Pfarrer der Pfarrei St-Martin in Saint-Dié ernannt und 1871 zum Domherrn an der Kathedrale. 1875 wurde er Generalvikar seines Bruders in Belley, 1880 folgte er diesem in selber Funktion nach Bourges.
1888 wurde er Weihbischof seines Bruders, Joseph Marchal, der von 1880 bis 1892 Erzbischof von Bourges war, und am 30. Juli 1888 von diesem zum Titularbischof von Sinope geweiht. Nach dem Tod seines Bruders wurde er zum Kapitularvikar bestellt. 
Nach dem Amtsantritt des neuen Erzbischofs zog er sich nach Saint-Dié zurück. 1896 wurde er Nationaldirektor des Werks des heiligen Franz von Sales in Paris. Dort starb er am 16. Januar 1900.

## Werke
- Vie de Saint Anthelme, VIIè prieur de la Grande Chartreuse, Ier général de l'Ordre, évêque de Belley. Paris und Lyon: Lecoffre et Cie, 1878